# Zoológico de Nyíregyháza
El Zoológico de Nyíregyháza (en húngaro: Nyíregyházi Állatpark literalmente "Parque de Animales de Nyíregyháza") está situado a 5 km (aproximadamente 3,3 millas) al norte de Nyíregyháza, Hungría, en el área del lago recreativo salado, que también incluye una playa, spa, piscina, museo al aire libre y  parques de madera.
El zoológico se encuentra en un bosque natural, de abedul casi sin tocar. En el área de 30 hectáreas del zoológico los visitantes se encuentran en todos los continentes. Los visitantes pueden tomar un descanso en la selva hotel (Hotel Jungle).
El zoológico de Nyíregyháza abrió sus puertas en 1974 bajo el nombre de "Nyíregyházi Vadaspark" (Parque salvaje de Nyíregyháza).